# Ulf Sterner
Ulf Ivar Erik Sterner, detto Uffe (Deje, 11 febbraio 1941), è un ex hockeista su ghiaccio svedese.

## Palmarès

### Olimpiadi invernali
- 1 medaglia:
  - 1 argento (Innsbruck 1964)

### Mondiali
- 7 medaglie:
  - 1 oro (Stati Uniti 1962)
  - 5 argenti (Svezia 1963; Austria 1967; Svezia 1969; Svezia 1970; Unione Sovietica 1973)
  - 1 bronzo (Svizzera 1971)